# Vibrante bilabiale
La vibrante bilabiale è una consonante, rappresentata con il simbolo [ʙ] nell'alfabeto fonetico internazionale (IPA).
Nella lingua italiana tale fono non è presente.

## Caratteristiche
La consonante vibrante bilabiale presenta le seguenti caratteristiche:
- il suo modo di articolazione è vibrante, perché questo fono è dovuto a un rapido ciclo di deboli occlusioni e rilasci;
- il suo luogo di articolazione è bilabiale, perché nel pronunciare tale suono si chiudono le labbra;
- è una consonante sonora, in quanto questo suono è prodotto con la vibrazione delle corde vocali.

## Altre lingue
La vibrante bilabiale non esiste come fonema in molte lingue: si può presentare talvolta in italiano quando si ha un brivido, trascritto graficamente come ⟨brrr⟩. Nelle lingue in cui compare, spesso si trova solo come occlusiva bilabiale nasalizzata seguita da un breve rilascio ([mbʙ]): per esempio si trova nella parola kele [mbʙuen]; un'eccezione a questo fenomeno si presenta nella lingua nias e nelle vocali fricative della lingua yi.
Alcune lingue, invece, hanno sia la vibrante bilabiale sonora sia una variante sorda, come la lingua mangbetu parlata in Zaire e quella mewun parlata in Vanuatu.
La lingua amuzgo ha una vibrante bilabiale, ma la usa solo raramente, così come la lingua baka. In pirahã, essa è un allofono dell'occlusiva bilabiale sonora /b/.
Infine, alcune parlate del Caucaso, come l'abcaso e l'ubykh, presentano delle consonanti affricate [tʙ tʙ’ dʙ], che sono rispettivamente allofoni di /tʷ tʷ’ dʷ/.